# Мамонтов, Александр Степанович
Алекса́ндр Степа́нович Мамонтов (род. 25 июля 1950, Москва) — советский и российский лингвист и преподаватель, автор учебных пособий, вице-президент Международной Кирилло-Мефодиевской академии славянского просвещения, доктор филологических наук, академик РАЕН.

## Биография
Отец — Степан Петрович Мамонтов (1923—2001), декан филологического факультета УДН им. Патриса Лумумбы (ныне — РУДН) с 1966 по 1971 год. В 1975 году окончил историко-филологический факультет Университета дружбы народов имени П. Лумумбы С 1975 года работает в Институте русского языка имени А. С. Пушкина. Действительный член РАЕН.

## Научная и преподавательская деятельность
Научные интересы связаны с  лингвокультурологией,  культурологией и  межкультурной коммуникацией.
Имеет квалификацию филолога, преподавателя русского языка и литературы и переводчика английского языка.
Заведующий кафедрой методики обучения иностранным языкам  Международного славянского института, профессор кафедры методики, педагогики и психологии  Государственного института русского языка им. А.С.Пушкина, профессор кафедры теории рекламы и массовых коммуникаций   Московского гуманитарного университета. Академик РАЕН, вице-президент Международной Кирилло-Мефодиевской академии славянского просвещения.  Ветеран труда, почётный работник высшего профессионального образования РФ.  Член Союза писателей России и Международного сообщества писательских союзов, член-корреспондент Академии поэзии, лауреат премии Золотое перо Московии». Судебный эксперт.

## Основные работы
Автор более 100 публикаций. Среди них:
- Хрестоматия «Антология культурологической мысли». 1996.
- Монография «Язык и культура: сопоставительный аспект изучения». 2000.
- Учебное пособие «Кросс-культурный анализ (лингвострановедение в сфере рекламы». 2002.
- Учебное пособие «Культура России от Петра Великого до Серебряного века (XVIII–XIX вв.). 2003.
- Учебное пособие «Лингвокультурные основы обучения языку как средству межкультурной коммуникации». 2010.
- Учебника «Культурология». 2005.
- Хрестоматия «Хрестоматия по языкознанию». 2005.
- Программа курса «Теория обучения иностранным языкам». 2009.
- Учебное пособие «Основы славяноведения» (в соавторстве). 2007.

## Награды и звания
- Ветеран труда.
- Лауреат премии «Золотое перо Московии».
- Почётный диплом «За верное служение отечественной литературе».
- Медаль «В память 850-летия Москвы»
- Золотая Есенинская медаль.
- Медаль Русской Православной Церкви Преподобного Сергия Радонежского I степени.
- Орден «За верность долгу».
- Медаль  «Дружбы» (СРВ).
- Медаль «За заслуги в области образования» (СРВ).
- Медаль «300 лет Михаилу Васильевичу Ломоносову».
- Памятная  медаль «С.Я. Маршак».